# Pasco (Argentina)
Pasco é um município da província de Córdova, na Argentina.